# Calophyllum streimannii
Calophyllum streimannii är en tvåhjärtbladig växtart som beskrevs av P.F Stevens. Calophyllum streimannii ingår i släktet Calophyllum och familjen Calophyllaceae. Inga underarter finns listade i Catalogue of Life.